# Santino Petrowitsch Campioni

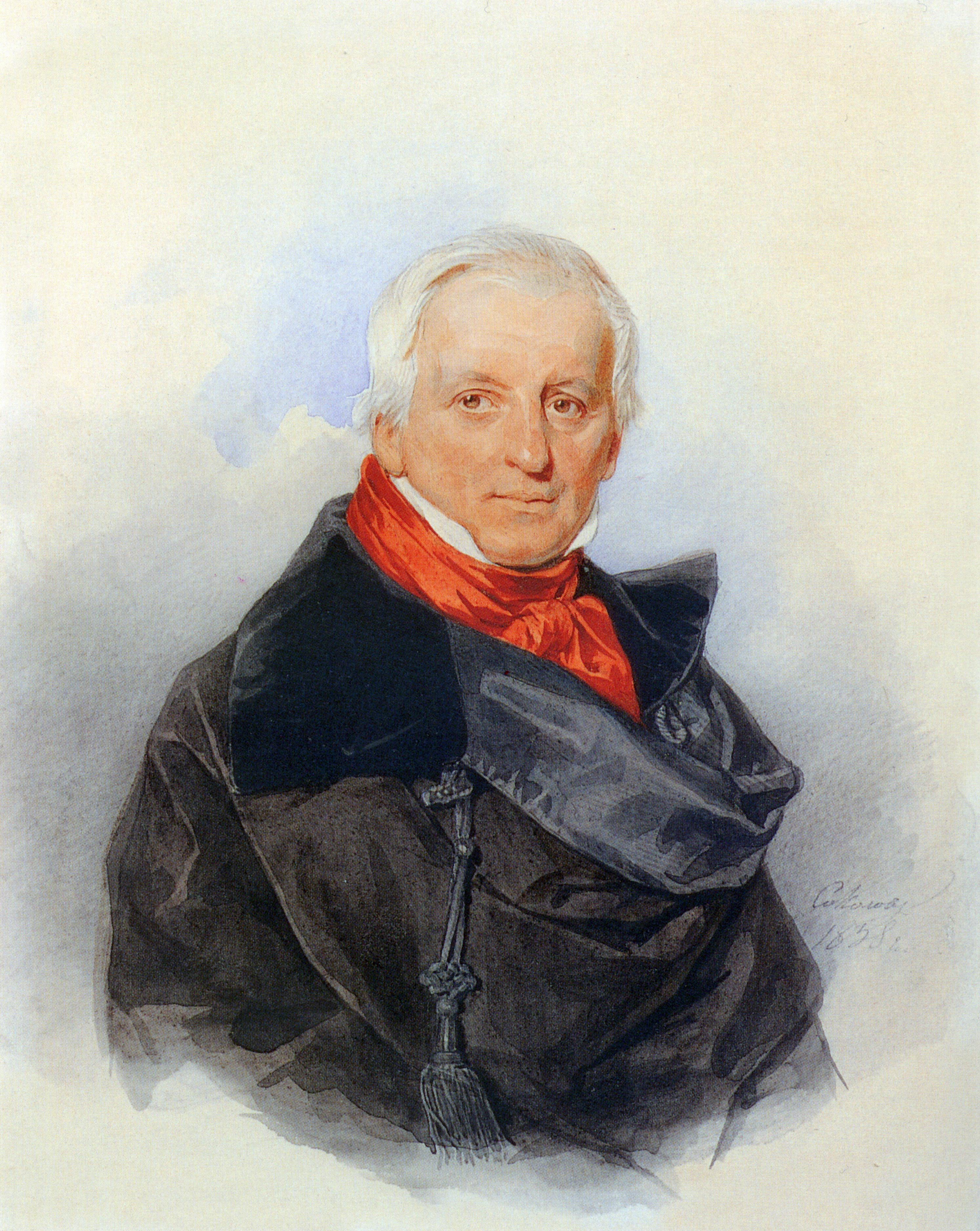
Santino Petrowitsch Campioni (P. F. Sokolow, 1838)

Santino Petrowitsch Campioni (russisch Сантино Петрович Кампиони; * 1774 in Varenna; † 8. Februarjul. / 20. Februar 1847greg. in Moskau) war ein russischer Bildhauer.

## Leben
Campionis Vater Pietro Antonio Campioni reiste 1783 mit seinem Sohn Santino aus Varese nach St. Petersburg, wo er eine Werkstatt für Statuen, Büsten und Basreliefs aus Marmor, Alabaster und Gussmetall eröffnete.
In den 1790er Jahren war Campioni an den Arbeiten in der Schlossanlage Gattschina für Paul I. beteiligt. 1795 zog die Werkstatt Campioni nach Moskau um. In Zusammenarbeit mit bekannten Architekten wurden Verzierungs- und Fassadenarbeiten ausgeführt. Die Werkstatt Campioni wurde von Campionis Kindern weitergeführt. Campionis Sohn Pjotr Santinowitsch Campioni wurde Architekt.
Campioni wurde auf dem Moskauer Wwedenskoje-Friedhof begraben.

## Von Campioni ausgeschmückte Objekte in Moskau

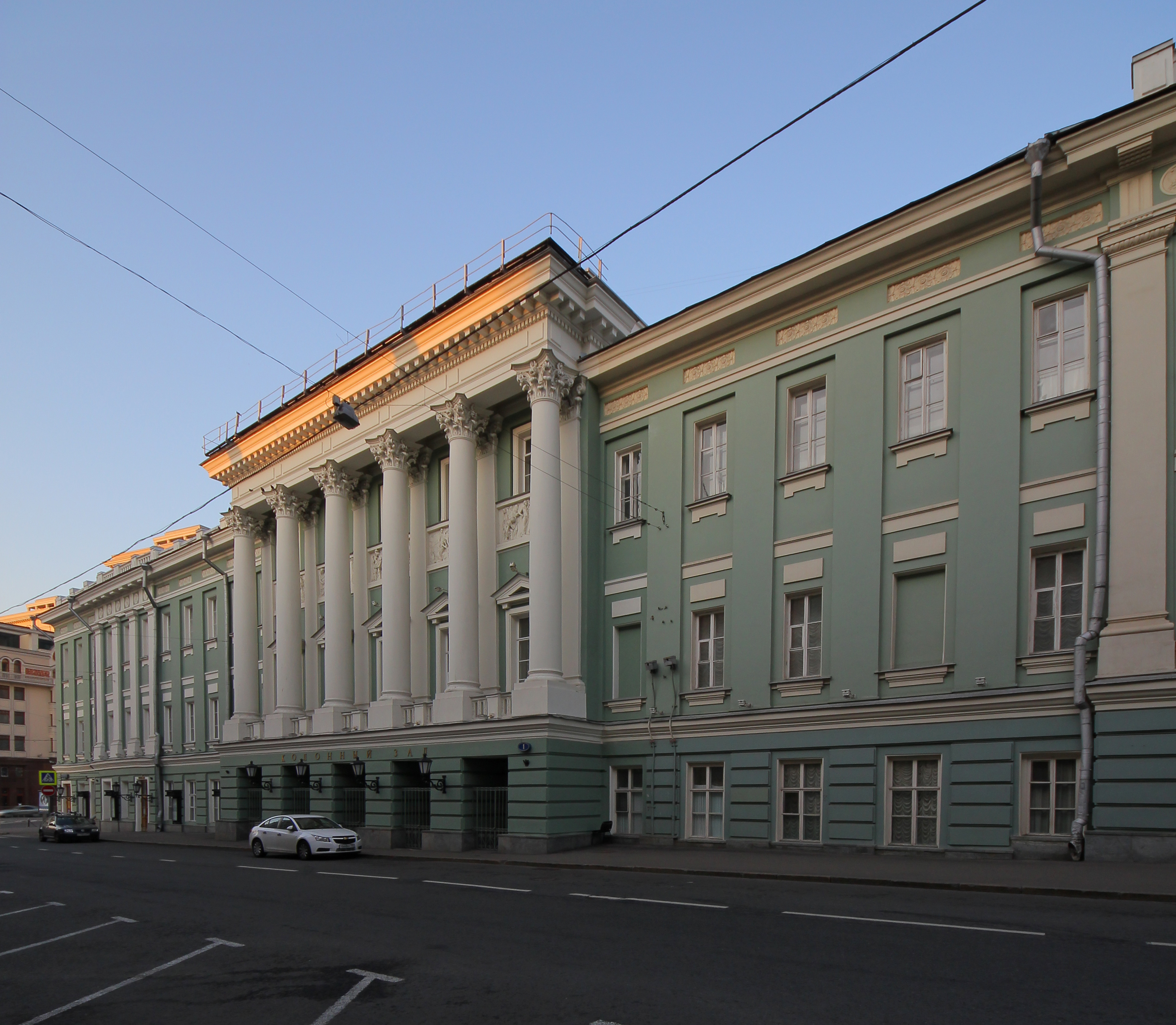
Haus der Moskauer Adelsversammlung (Architekt M. F. Kasakow)
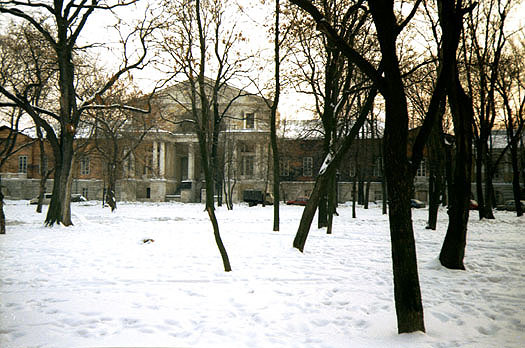
Herrenhaus Rasumowski (Architekt A. Menelaws)
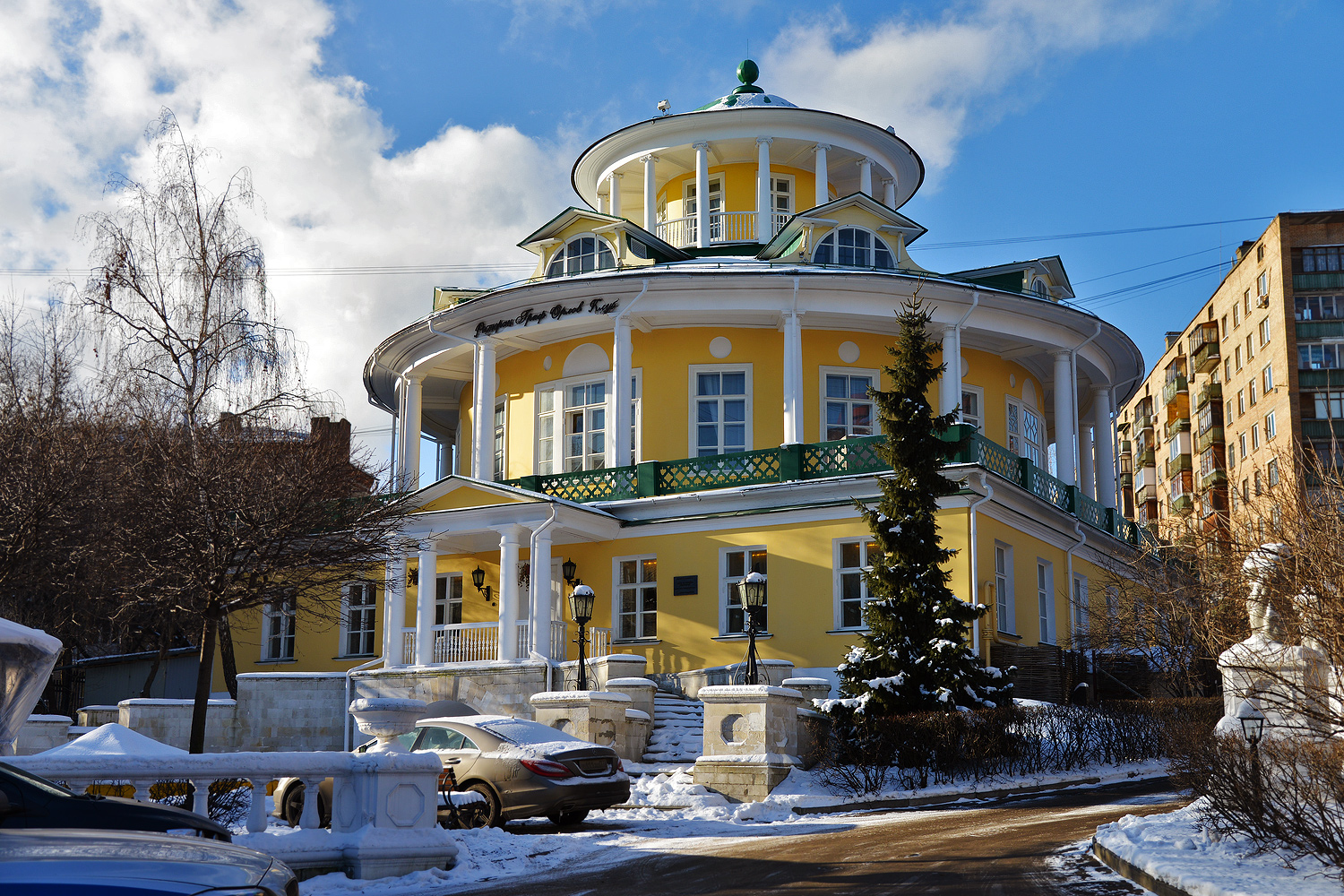
Datsche Golubjatnja Graf Alexei Grigorjewitsch Orlows (Architekt M. F. Kasakow)
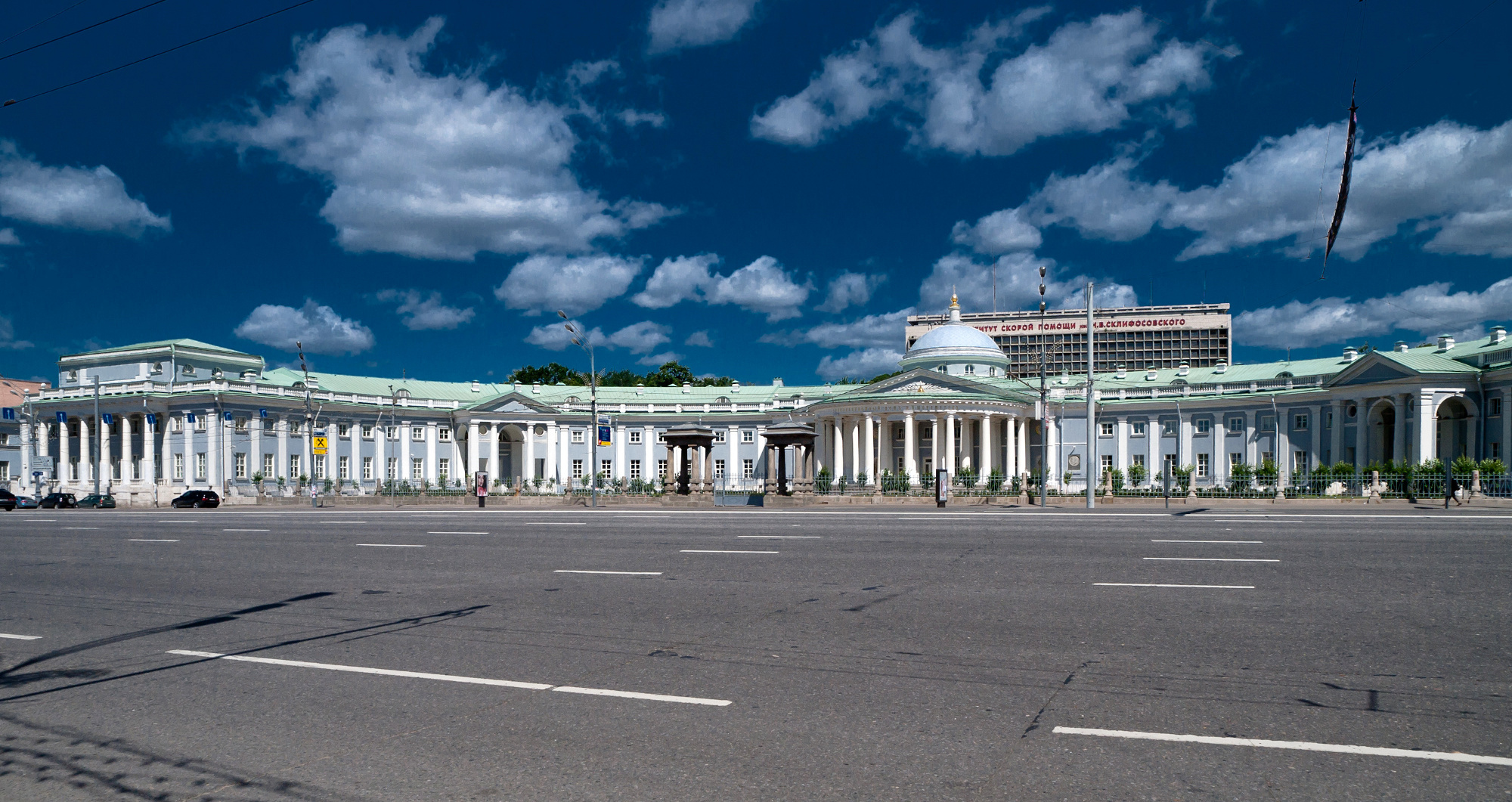
Hospiz der Grafen Scheremetew (Architekt J. S. Nasarow)
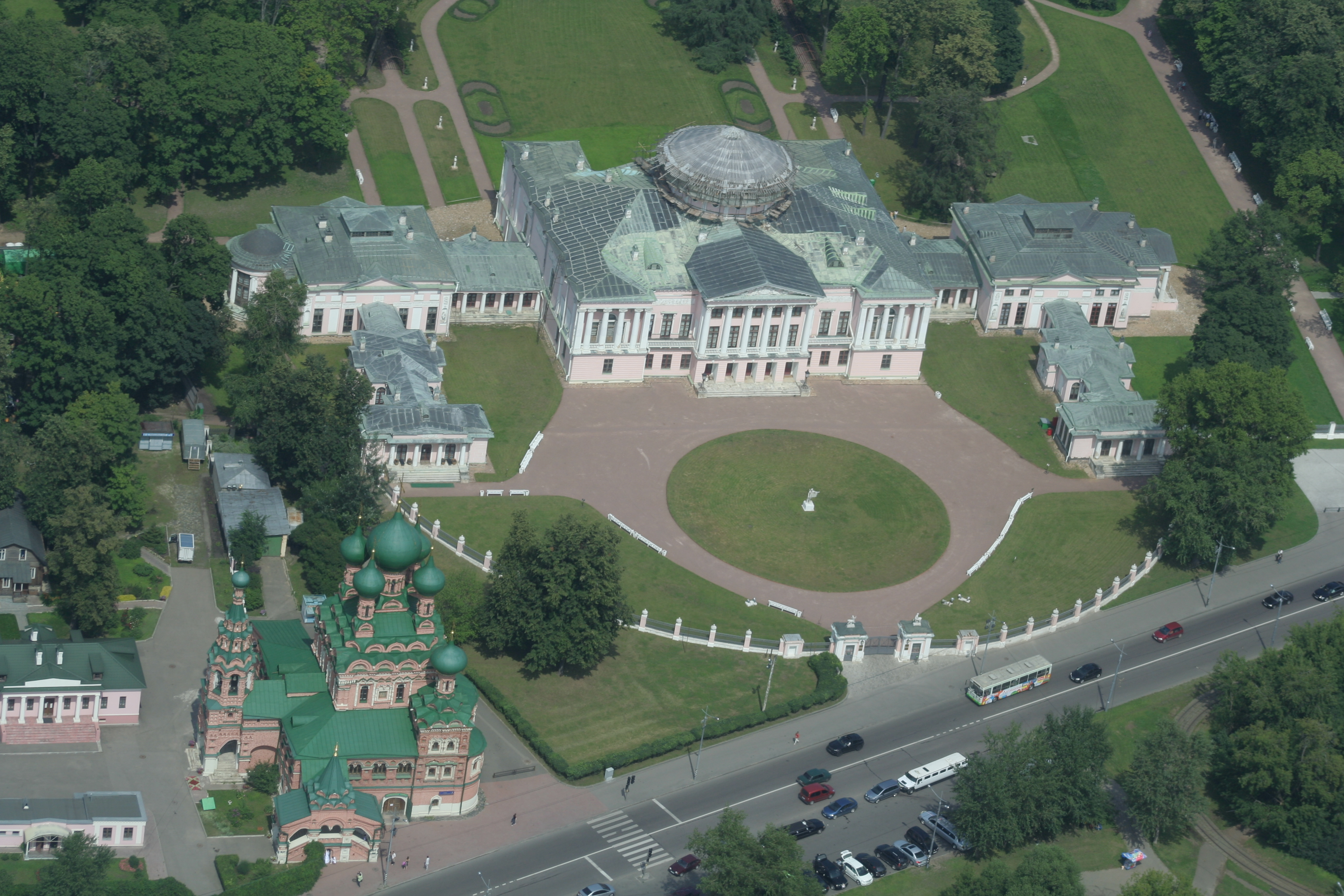
Schloss Ostankino (Architekt Giacomo Quarenghi u. a.)
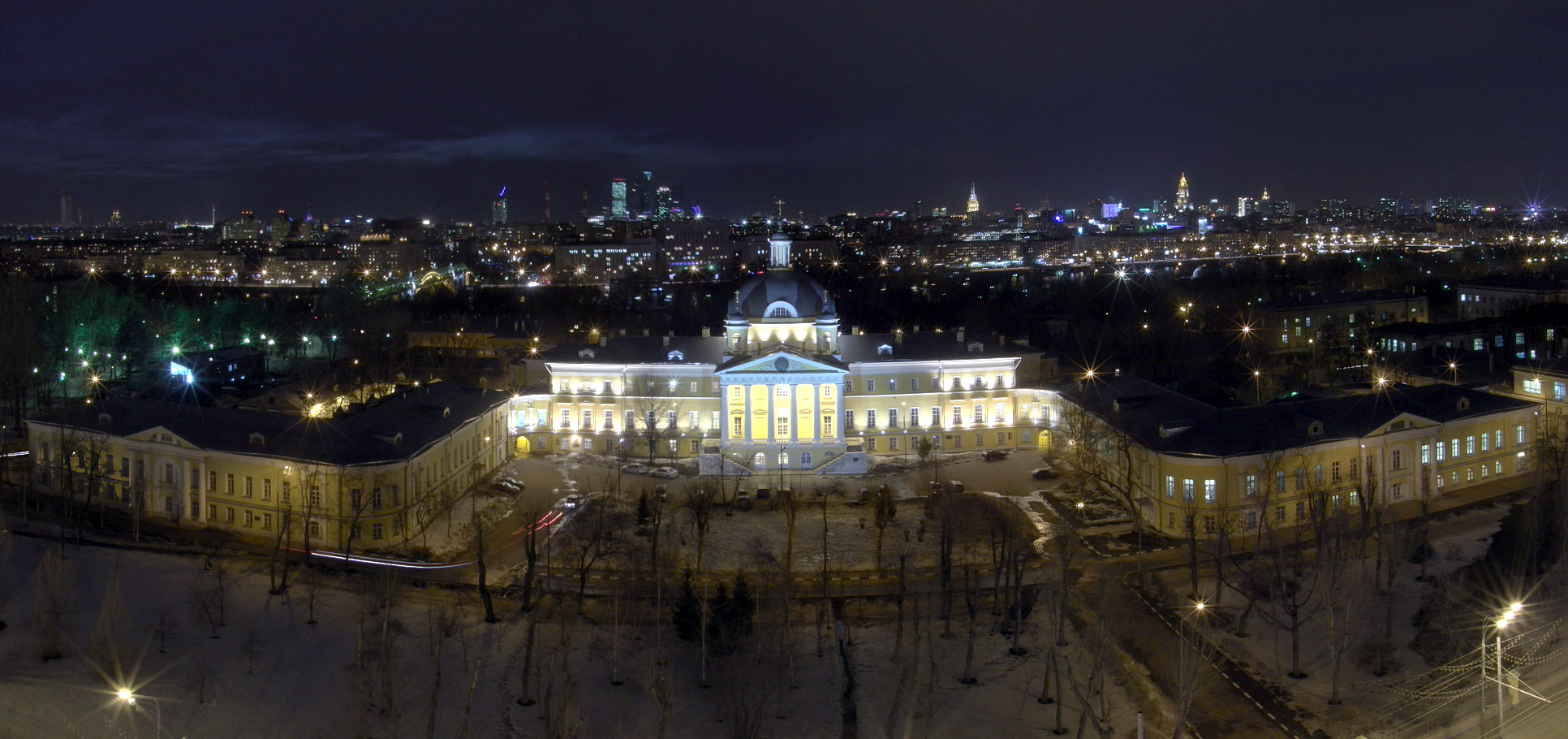
Golizyn-Krankenhaus (Architekt M. F. Kasakow)